# Cyberattaque de 2022 en Ukraine
La cyberattaque de 2022 en Ukraine survient le 14 janvier 2022 lorsqu'une cyberattaque occasionne une panne de plus d'une douzaine de sites Web du gouvernement ukrainien. Selon des responsables ukrainiens, environ 70 sites Web gouvernementaux, dont ceux du ministère des Affaires étrangères, du Cabinet des ministres et du Conseil de défense et de sécurité nationale d'Ukraine, font tous l'objet de l'attaque. Les attaques consistent en le remplacement du contenu par des textes en ukrainien, polonais et russe, qui déclarent « ayez peur et attendez le pire » et affirment également que des informations personnelles ont été divulguées sur Internet.
Le 24 février 2022 marque le premier jour de l'invasion de l'Ukraine par la Russie en 2022. Si des services de renseignement occidentaux pensent qu'elle serait accompagnée d'une cyberattaque majeure, celle-ci n'a pas lieu. Diverses cyberattaques sont néanmoins menées, avec des succès inégaux. À l'instar d'Anonymous, des groupes indépendants conduisent des cyberattaques contre la Russie, jouant le rôle de représailles à l'invasion russe.

## Réactions

### Ukraine
Des agences gouvernementales ukrainiennes comme le Centre pour les communications stratégiques et la sécurité de l'information accusent la fédération de Russie d'être responsable de l'attaque.

### OTAN
Le secrétaire général de l'OTAN, Jens Stoltenberg, déclare que l'organisation renforcera sa coordination avec l'Ukraine sur la cyberdéfense face à davantage de cyberattaques.